# Varechovce
Varechovce (bis 1927 slowakisch „Vrchovce“ oder „Varichovce“; ungarisch Variháza – bis 1907 Varehóc, ukrainisch Варихівці/Warichiwzi) ist eine Gemeinde im Nordosten der Slowakei mit 135 Einwohnern (Stand 31. Dezember 2024), die zum Okres Stropkov, einem Kreis des Prešovský kraj gehört.

## Geographie

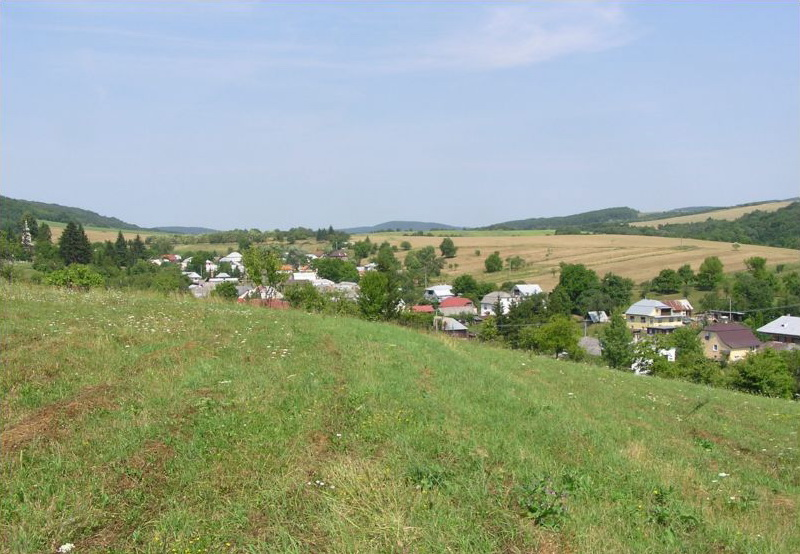
Gesamtansicht von Varechovce

Die Gemeinde befindet sich im Bergland Laborecká vrchovina innerhalb der Niederen Beskiden am Oberlauf der Oľka. Das Ortszentrum liegt auf einer Höhe von 318 m n.m. und ist 19 Kilometer von Stropkov entfernt.
Nachbargemeinden sind Havaj im Norden, Bystrá im Nordosten, Repejov im Osten und Süden, Korunková im Südwesten, Soľník im Westen und Veľkrop im Nordwesten.

## Geschichte
Varechovce wurde zum ersten Mal 1430 als Warihhaza schriftlich erwähnt und gehörte damals zum Herrschaftsgebiet von Stropkov. 1598 wurden 14 Porta verzeichnet. 1767 kam das Dorf zum Besitz der Familie Vécsey, die im 19. Jahrhundert durch Jekelfalussy abgelöst wurde. 1828 zählte man 40 Häuser und 294 Einwohner, die als Waldarbeiter und in einer Säge beschäftigt waren. Im 19. Jahrhundert arbeitete hier zudem eine Streichholzfabrik, die im Ersten Weltkrieg zerstört wurde.
Bis 1918 gehörte der im Komitat Semplin liegende Ort zum Königreich Ungarn und kam danach zur Tschechoslowakei beziehungsweise heute Slowakei. Nach 1918 waren die Einwohner hauptsächlich als Landwirte beschäftigt.

## Bevölkerung
| Jahr                | 1994 | 2004     | 2014    | 2024     |
| ------------------- | ---- | -------- | ------- | -------- |
| Anzahl der Personen | 181  | 160      | 165     | 135      |
| Unterschied         |      | −11,60 % | +3,12 % | −18,18 % |

| Jahr                | 2023 | 2024    |
| ------------------- | ---- | ------- |
| Anzahl der Personen | 146  | 135     |
| Unterschied         |      | −7,53 % |

Nach der Volkszählung 2011 wohnten in Varechovce 180 Einwohner, davon 115 Slowaken, 62 Russinen sowie jeweils ein Pole, Tscheche und Ukrainer.
142 Einwohner bekannten sich zur griechisch-katholischen Kirche, 20 Einwohner zur römisch-katholischen Kirche, 10 Einwohner zur orthodoxen Kirche und sieben Einwohner zur Evangelischen Kirche A. B. Ein Einwohner war konfessionslos.

## Persönlichkeiten
- Zoltán Jekelfalussy (1862–1945), ungarischer Politiker und Gouverneur von Fiume

## Bauwerke
- griechisch-katholische Kirche im historisierenden barock-klassizistischen Stil, die eine im Jahr 1827 ausgebrannte Holzkirche ersetzte